# Dendrocerus cyclopeus
Dendrocerus cyclopeus är en stekelart som beskrevs av Paul Dessart 1995. Dendrocerus cyclopeus ingår i släktet Dendrocerus och familjen trefåresteklar. Inga underarter finns listade i Catalogue of Life.